# Candelariella medians
Candelariella medians är en lavart som först beskrevs av William Nylander och som fick sitt nu gällande namn av Annie Lorrain Smith. 
Candelariella medians ingår i släktet Candelariella och familjen Candelariaceae.  Arten är reproducerande i Sverige. Inga underarter finns listade i Catalogue of Life.